# Kecepak
Kecepak is een bestuurslaag in het regentschap Batang van de provincie Midden-Java, Indonesië. Kecepak telt 2300 inwoners (volkstelling 2010).